# Mistrzostwa Świata w Tenisie Stołowym 1985
38. Mistrzostwa świata w tenisie stołowym odbyły się w dniach 28 marca–7 kwietnia 1985 roku w Göteborgu. Zawody zostały zdominowane przez reprezentantów Chin, którzy zwyciężyli w większości konkurencji. W konkursie drużynowym mężczyzn zespół polski w składzie: Stefan Dryszel, Andrzej Grubba, Andrzej Jakubowicz, Leszek Kucharski i Norbert Mnich wywalczyło brązowy medal.

## Końcowa klasyfikacja medalowa
| Miejsce | Państwo          | Złoto | Srebro | Brąz | Razem |
| ------- | ---------------- | ----- | ------ | ---- | ----- |
| 1       | Chiny            | 6     | 3      | 9    | 18    |
| 2       | Szwecja          | 1     | 1      | 0    | 2     |
| 3       | Czechosłowacja   | 0     | 2      | 0    | 2     |
| 4       | Korea Północna   | 0     | 1      | 0    | 1     |
| 5       | Korea Południowa | 0     | 0      | 1    | 1     |
| 5       | Polska           | 0     | 0      | 1    | 1     |
| 5       | Hongkong         | 0     | 0      | 1    | 1     |

## Medaliści
| Konkurencja:               | Złoto:                        | Srebro:                        | Brąz:                                             |
| gra pojedyncza kobiet      | Cao Yanhua                    | Geng Lijuan                    | Qi Baoxiang Dai Lili                              |
| gra pojedyncza mężczyzn    | Jiang Jialiang                | Chen Longcan                   | Lo Chuen Chung Teng Yi                            |
| gra podwójna kobiet        | Dai Lili Geng Lijuan          | Cao Yanhua Ni Xialian          | Jiao Zhimin Qi Baoxiang Guan Jianhua Tong Ling    |
| gra podwójna mężczyzn      | Mikael Appelgren Ulf Carlsson | Milan Orlowski Jindrich Pansky | Fan Changmao He Zhiwen Cai Zhenhua Jiang Jialiang |
| gra mieszana               | Cai Zhenhua Cao Yanhua        | Jindrich Pansky Marie Hrachowa | Chen Xinhua Tong Ling Fan Changmao Jiao Zhimin    |
| konkurs drużynowy mężczyzn | Chiny                         | Szwecja                        | Polska                                            |
| konkurs drużynowy kobiet   | Chiny                         | Korea Północna                 | Korea Południowa                                  |